# Anemone pittonii
Anemone pittonii är en ranunkelväxtart som beskrevs av Glowacki. Anemone pittonii ingår i släktet sippor, och familjen ranunkelväxter. Inga underarter finns listade i Catalogue of Life.